# 對數凸函數
對數凸函數或超凸函數是指一函數f，其 {\displaystyle {\log }\circ f}（函數f取對數後的數值）仍為凸函數，其原函數即為對數凸函數。

## 定義
令X是实数向量空间內的凸集，令f : X → R為非負值的函數。則f為：
- 對數凸函數若{\displaystyle {\log }\circ f}為凸函數，
- 嚴格對數凸函數若{\displaystyle {\log }\circ f}嚴格凸函數。

此處視{\displaystyle \log 0}為{\displaystyle -\infty }。
明顯可看出，f為對數凸函數若且唯若，針對所有x1, x2 ∈ X，以及所有t ∈ [0, 1]，以下二個等效的條件會成立：
{\displaystyle {\begin{aligned}\log f(tx_{1}+(1-t)x_{2})&\leq t\log f(x_{1})+(1-t)\log f(x_{2}),\\f(tx_{1}+(1-t)x_{2})&\leq f(x_{1})^{t}f(x_{2})^{1-t}.\end{aligned}}}
而f是嚴格對數凸函數若且唯若，在上述二個式子中，的小於等於都改為小於，在t ∈ (0, 1)範圍內都成立。
以上定義允許f等於零，但若f是對數凸函數，且在X內的任一處為零，則f需在X內部的所有位置都要為零。

### 等效條件
若f在定義在I ⊆ R區間的可微函數，則f為對數凸函數。若且唯若下式在所有I內的x和y都成立：
{\displaystyle \log f(x)\geq \log f(y)+{\frac {f'(y)}{f(y)}}(x-y).}
這和以下條件等效，只要x和y在I內，且x > y，則下式成立：
{\displaystyle \left({\frac {f(x)}{f(y)}}\right)^{\frac {1}{x-y}}\geq \exp \left({\frac {f'(y)}{f(y)}}\right).}
而且f是嚴格對數凸函數若且唯若上述的不等式中，均為嚴格的不等式。
若f是二次可微，則其為對數凸函數若且唯若，針對所有在I內的x，
{\displaystyle f''(x)f(x)\geq f'(x)^{2}.}
若上述的不等式是嚴格不等式，則f是嚴格對數凸函數。不過，其反例不成立。有可能f是嚴格對數凸函數，且針對一些x，可以找到{\displaystyle f''(x)f(x)=f'(x)^{2}}。例如，若{\displaystyle f(x)=\exp(x^{4})}，則f是嚴格對數凸函數，但{\displaystyle f''(0)f(0)=0=f'(0)^{2}}。
{\displaystyle f\colon I\to (0,\infty )}為對數凸函數，若且唯若{\displaystyle e^{\alpha x}f(x)} 在所有{\displaystyle \alpha \in \mathbb {R} }內都是凸函數。

## 充份條件
若{\displaystyle f_{1},\ldots ,f_{n}}為對數凸函數，且{\displaystyle w_{1},\ldots ,w_{n}}為非負實數，則{\displaystyle f_{1}^{w_{1}}\cdots f_{n}^{w_{n}}}為對數凸函數。
若{\displaystyle \{f_{i}\}_{i\in I}}是一個對數凸函數的族，則{\displaystyle g=\sup _{i\in I}f_{i}}是對數凸函數。
若{\displaystyle f\colon X\to I\subseteq \mathbf {R} }是凸函數，且{\displaystyle g\colon I\to \mathbf {R} _{\geq 0}}是非遞減的對數凸函數，則{\displaystyle g\circ f}是對數凸函數。

## 性質
對數函數會大幅降低函數成長的速率，因此若取對數後仍為凸函數，表示函數上昇的速度比凸函數還快，因此會稱為超凸函數。
對數凸函數f 本身是凸函數，因為這是遞增凸函數{\displaystyle \exp }及{\displaystyle \log \circ f}（依定義是凸函數）的复合函数。但凸函數和對數的复合函数不一定都是凸函數。像{\displaystyle g:x\mapsto x^{2}}是凸函數，但{\displaystyle {\log }\circ g:x\mapsto \log x^{2}=2\log |x|}不是凸函數，因此{\displaystyle g}不是對數凸函數。另一方面，{\displaystyle x\mapsto e^{x^{2}}}是對數凸函數，因為{\displaystyle x\mapsto \log e^{x^{2}}=x^{2}}是凸函數。

## 例子
- {\displaystyle f(x)=\exp(|x|^{p})}是對數凸函數，若{\displaystyle p\geq 1}，若{\displaystyle p>1}，函數是嚴格對數凸函數。
- {\displaystyle f(x)={\frac {1}{x^{p}}}}，針對所有的{\displaystyle p>0.}，在{\displaystyle (0,\infty )}範圍內，是嚴格對數凸函數。
- 正數上的Γ函数是對數凸函數。（參見波爾-莫勒魯普定理（英语：Bohr–Mollerup theorem））。

## 註解
1. ↑  此條目中「凸函數」的定義是指其下方圖是凸集，和凸函數條目中的定義不同。

## 外部連結
- logarithmically convex function at PlanetMath.